# Coupe des États-Unis de soccer 1999
Navigation
Lamar Hunt U.S. Open Cup 1998 Lamar Hunt U.S. Open Cup 2000
La Coupe des États-Unis de soccer 1999 est la 86e édition de la Lamar Hunt US Open Cup, la plus ancienne des compétitions dans le soccer américain. C'est un système à élimination directe mettant aux prises des clubs de soccer amateurs, semi-pros et professionnels affiliés à la Fédération des États-Unis de soccer, qui l'organise conjointement avec les ligues locales.
La finale se tient le 13 septembre 1999, après cinq autres tours à élimination directe dans la phase finale mettant aux prises des clubs amateurs et professionnels. Le Charleston Battery et les Rochester Rhinos sont les seules équipes à triompher contre des franchises de MLS. Les vainqueurs, Rochester Rhinos, remportent ainsi leur premier trophée dans cette compétition.

## Calendrier
| Tour                                                                             | Nom              | Dates retenues             | Équipes participantes | Équipes gagnantes |
| Entrée de 8 équipes de USL D3 Pro League, 4 équipes de PDL et 4 équipes de USASA |                  |                            |                       |                   |
| 1                                                                                | Premier tour     | 5-8-9-10-11-16-20 juin     | 16                    | 8                 |
| Entrée de 8 équipes de A-League                                                  |                  |                            |                       |                   |
| 2                                                                                | Deuxième tour    | 23-30 juin-6-10 juillet    | 16                    | 8                 |
| Entrée de 8 équipes de Major League Soccer                                       |                  |                            |                       |                   |
| 3                                                                                | Troisième tour   | 12-13-14-20 juillet-4 août | 16                    | 8                 |
| 4                                                                                | Quarts de finale | 11-13-18 août              | 8                     | 4                 |
| 5                                                                                | Demi-finales     | 1er septembre              | 4                     | 2                 |
| 6                                                                                | Finale           | 13 septembre               | 2                     | 1                 |

## Participants
| Entre au premier tour | Entre au premier tour | Entre au deuxième tour | Entre au troisième tour |
| USL D3 Pro League/PDL/USASA 8 équipes/4 équipes/4 équipes | USL D3 Pro League/PDL/USASA 8 équipes/4 équipes/4 équipes | A-League 8 équipes | MLS 8 équipes |
| USL D3 Pro League - Austin Lone Stars - Arizona Sahuaros - Cape Cod Crusaders - Carolina Dynamo - Chico Rooks - New Jersey Stallions - Northern Virginia Royals - Wilmington Hammerheads | Premier Development League - Cocoa Expos - Mid Michigan Bucks - New York Freedom - Spokane Shadow United States Adult Soccer Association - Bavarian Leinenkugel - Los Lobos - Mexico SC - Philadelphia United German-Hungarians | A-League - Charleston Battery - Jacksonville Cyclones - Minnesota Thunder - Orange County Zodiac - Rochester Raging Rhinos - San Diego Flash - Seattle Sounders - Staten Island Vipers | Major League Soccer - Chicago Fire - Colorado Rapids - Columbus Crew - Dallas Burn - DC United - Los Angeles Galaxy - New York MetroStars - Tampa Bay Mutiny |

Légende :

Major League Soccer (MLS) : Championnat de première division.

A-League : Championnat de deuxième division.

USL D3 Pro League : Championnat de troisième division organisé par la United Soccer Leagues (USL).

Premier Development League (PDL) : Championnat de quatrième division organisé par la United Soccer Leagues (USL).

United States Adult Soccer Association (USASA) : Organisateur des championnats de divisions cinq à neuf.

## Résultats

### Premier tour
| Date    | Division        | Club                     | Score      | Club                                  | Division        |
| ------- | --------------- | ------------------------ | ---------- | ------------------------------------- | --------------- |
| 5 juin  | (D3 Pro League) | Wilmington Hammerheads   | 8-1        | Los Lobos                             | (USASA)         |
| 8 juin  | (PDL)           | Mid Michigan Bucks       | 3-2        | Austin Lone Stars                     | (D3 Pro League) |
| 9 juin  | (D3 Pro League) | New Jersey Stallions     | 1-2        | Philadelphia United German-Hungarians | (USASA)         |
| 9 juin  | (D3 Pro League) | Cape Cod Crusaders       | 1-3        | New York Freedom                      | (PDL)           |
| 10 juin | (D3 Pro League) | Northern Virginia Royals | 3-5        | Cocoa Expos                           | (PDL)           |
| 11 juin | (D3 Pro League) | Arizona Sahuaros         | 3-2 b.e.o. | Mexico SC                             | (USASA)         |
| 16 juin | (D3 Pro League) | Chico Rooks              | 2-3 b.e.o. | Spokane Shadow                        | (PDL)           |
| 20 juin | (D3 Pro League) | Carolina Dynamo          | 1-0        | Bavarian Leinenkugel                  | (USASA)         |

### Deuxième tour
| Date       | Division   | Club                 | Score      | Club                                  | Division        |
| ---------- | ---------- | -------------------- | ---------- | ------------------------------------- | --------------- |
| 23 juin    | (A-League) | Staten Island Vipers | 7-0        | Philadelphia United German-Hungarians | (USASA)         |
| 23 juin    | (A-League) | Minnesota Thunder    | 1-2        | Mid Michigan Bucks                    | (PDL)           |
| 23 juin    | (A-League) | Seattle Sounders     | 3-1        | Spokane Shadow                        | (PDL)           |
| 30 juin    | (A-League) | Rochester Rhinos     | 2-1 b.e.o. | New York Freedom                      | (PDL)           |
| 30 juin    | (A-League) | San Diego Flash      | 9-2        | Arizona Sahuaros                      | (D3 Pro League) |
| 6 juillet  | (A-League) | Charleston Battery   | 2-1        | Wilmington Hammerheads                | (D3 Pro League) |
| 6 juillet  | (A-League) | Orange County Zodiac | 0-2        | Carolina Dynamo                       | (D3 Pro League) |
| 10 juillet | (PDL)      | Cocoa Expos          | 2-7        | Jacksonville Cyclones                 | (A-League)      |

### Troisième tour
| Date       | Division   | Club                | Score      | Club                  | Division        |
| ---------- | ---------- | ------------------- | ---------- | --------------------- | --------------- |
| 12 juillet | (PDL)      | Mid Michigan Bucks  | 1-2        | Tampa Bay Mutiny      | (MLS)           |
| 13 juillet | (MLS)      | New York MetroStars | 2-3 b.e.o. | Staten Island Vipers  | (A-League)      |
| 13 juillet | (MLS)      | Columbus Crew       | 3-0        | Carolina Dynamo       | (D3 Pro League) |
| 13 juillet | (MLS)      | Dallas Burn         | 3-0        | Jacksonville Cyclones | (A-League)      |
| 13 juillet | (MLS)      | Colorado Rapids     | 1-0        | Seattle Sounders      | (A-League)      |
| 14 juillet | (A-League) | Rochester Rhinos    | 1-0        | Chicago Fire          | (MLS)           |
| 20 juillet | (A-League) | San Diego Flash     | 2-3        | Los Angeles Galaxy    | (MLS)           |
| 4 août     | (A-League) | Charleston Battery  | 4-3 b.e.o. | DC United             | (MLS)           |

### Quarts de finale
| 11 août 1999 | Rochester Rhinos                       | 2 – 1 a. p. | Dallas Burn     |                                                                                       |                                                                                       |
|              | Mauro Biello 71e · Michael Kirmse 110e |             | 85e Jason Kreis | Frontier Field, Rochester, New York Spectateurs : 10 730 Arbitrage : Alberto Giordano | Frontier Field, Rochester, New York Spectateurs : 10 730 Arbitrage : Alberto Giordano |
|              | Rapport                                |             |                 | Frontier Field, Rochester, New York Spectateurs : 10 730 Arbitrage : Alberto Giordano | Frontier Field, Rochester, New York Spectateurs : 10 730 Arbitrage : Alberto Giordano |

| 11 août 1999 | Los Angeles Galaxy | 1 - 3 | Columbus Crew                          |                                                                                  |                                                                                  |
|              | Greg Vanney 37e    |       | 4e McBride · 65e Farrell · 88e McBride | Titan Stadium, Fullerton, Californie Spectateurs : 5 478 Arbitrage : Kevin Stott | Titan Stadium, Fullerton, Californie Spectateurs : 5 478 Arbitrage : Kevin Stott |
|              | Rapport            |       |                                        | Titan Stadium, Fullerton, Californie Spectateurs : 5 478 Arbitrage : Kevin Stott | Titan Stadium, Fullerton, Californie Spectateurs : 5 478 Arbitrage : Kevin Stott |

| 13 août 1999 | Tampa Bay Mutiny | 0 – 1 | Colorado Rapids       |                                                                                     |                                                                                     |
|              |                  |       | 90e Jorge Dely Valdés | Raymond James Stadium, Tampa, Floride Spectateurs : 9 651 Arbitrage : Andrew Barnes | Raymond James Stadium, Tampa, Floride Spectateurs : 9 651 Arbitrage : Andrew Barnes |
|              | Rapport          |       |                       | Raymond James Stadium, Tampa, Floride Spectateurs : 9 651 Arbitrage : Andrew Barnes | Raymond James Stadium, Tampa, Floride Spectateurs : 9 651 Arbitrage : Andrew Barnes |

| 18 août 1999 | Charleston Battery            | 2 - 1 | Staten Island Vipers |                                                                                           |                                                                                           |
|              | Conway 4e (pen.) · Conway 12e |       | 90e Kevin Wilson     | Blackbaud Stadium, Charleston, Caroline du Sud Spectateurs : 2 665 Arbitrage : Jon Wilson | Blackbaud Stadium, Charleston, Caroline du Sud Spectateurs : 2 665 Arbitrage : Jon Wilson |
|              | Rapport                       |       |                      | Blackbaud Stadium, Charleston, Caroline du Sud Spectateurs : 2 665 Arbitrage : Jon Wilson | Blackbaud Stadium, Charleston, Caroline du Sud Spectateurs : 2 665 Arbitrage : Jon Wilson |

### Demi-finale
| 1er septembre 1999 | Rochester Rhinos                        | 3 – 2 | Columbus Crew           |                                                                                                |                                                                                                |
|                    | Tilley 68e · Schweitzer 86e · Hardy 90e |       | 56e Warzycha · 77e West | Virginia Beach Sportsplex, Virginia Beach, Virginie Spectateurs : 2 109 Arbitrage : Noel Kenny | Virginia Beach Sportsplex, Virginia Beach, Virginie Spectateurs : 2 109 Arbitrage : Noel Kenny |
|                    | Rapport                                 |       |                         | Virginia Beach Sportsplex, Virginia Beach, Virginie Spectateurs : 2 109 Arbitrage : Noel Kenny | Virginia Beach Sportsplex, Virginia Beach, Virginie Spectateurs : 2 109 Arbitrage : Noel Kenny |

| 1er septembre 1999 | Charleston Battery | 0 – 3 | Colorado Rapids                                           |                                                                                                |                                                                                                |
|                    |                    |       | 55e Jorge Dely Valdés · 82e Bravo · 87e Jorge Dely Valdés | Virginia Beach Sportsplex, Virginia Beach, Virginie Spectateurs : 2 109 Arbitrage : Rich Grady | Virginia Beach Sportsplex, Virginia Beach, Virginie Spectateurs : 2 109 Arbitrage : Rich Grady |
|                    | Rapport            |       |                                                           | Virginia Beach Sportsplex, Virginia Beach, Virginie Spectateurs : 2 109 Arbitrage : Rich Grady | Virginia Beach Sportsplex, Virginia Beach, Virginie Spectateurs : 2 109 Arbitrage : Rich Grady |

### Finale
| 13 septembre 1999 | Colorado Rapids | 0 – 2 | Rochester Rhinos         |                                                                          |                                                                          |
|                   |                 |       | 65e Miller · 90e Allnutt | Crew Stadium, Columbus, Ohio Spectateurs : 4 555 Arbitrage : Tim Weyland | Crew Stadium, Columbus, Ohio Spectateurs : 4 555 Arbitrage : Tim Weyland |
|                   | Rapport         |       |                          | Crew Stadium, Columbus, Ohio Spectateurs : 4 555 Arbitrage : Tim Weyland | Crew Stadium, Columbus, Ohio Spectateurs : 4 555 Arbitrage : Tim Weyland |

| Vainqueur de l'US Open Cup 1999 Rochester Rhinos 1er titre |

## Tableau final
|  | Quarts de finale     | Quarts de finale                                              |                    |   | Demi-finales                                                  | Demi-finales                                                  |  |  | Finale                                    | Finale                                    |
|  | Quarts de finale     | Quarts de finale                                              |                    |   | Demi-finales                                                  | Demi-finales                                                  |  |  | Finale                                    | Finale                                    |
|  |                      |                                                               |                    |   |                                                               |                                                               |  |  |                                           |                                           |
|  | 11 août 1999         | 11 août 1999                                                  |                    |   | 1er septembre 1999, Virginia Beach Sportsplex, Virginia Beach | 1er septembre 1999, Virginia Beach Sportsplex, Virginia Beach |  |  | 13 septembre 1999, Crew Stadium, Columbus | 13 septembre 1999, Crew Stadium, Columbus |
|  | 11 août 1999         | 11 août 1999                                                  |                    |   | 1er septembre 1999, Virginia Beach Sportsplex, Virginia Beach | 1er septembre 1999, Virginia Beach Sportsplex, Virginia Beach |  |  | 13 septembre 1999, Crew Stadium, Columbus | 13 septembre 1999, Crew Stadium, Columbus |
|  | Rochester Rhinos     | 2                                                             |                    |   | 1er septembre 1999, Virginia Beach Sportsplex, Virginia Beach | 1er septembre 1999, Virginia Beach Sportsplex, Virginia Beach |  |  | 13 septembre 1999, Crew Stadium, Columbus | 13 septembre 1999, Crew Stadium, Columbus |
|  | Rochester Rhinos     | 2                                                             |                    |   | 1er septembre 1999, Virginia Beach Sportsplex, Virginia Beach | 1er septembre 1999, Virginia Beach Sportsplex, Virginia Beach |  |  | 13 septembre 1999, Crew Stadium, Columbus | 13 septembre 1999, Crew Stadium, Columbus |
|  | Dallas Burn          | 1                                                             |                    |   | 1er septembre 1999, Virginia Beach Sportsplex, Virginia Beach | 1er septembre 1999, Virginia Beach Sportsplex, Virginia Beach |  |  | 13 septembre 1999, Crew Stadium, Columbus | 13 septembre 1999, Crew Stadium, Columbus |
|  | Dallas Burn          | 1                                                             | Rochester Rhinos   | 3 |                                                               |                                                               |  |  | 13 septembre 1999, Crew Stadium, Columbus | 13 septembre 1999, Crew Stadium, Columbus |
|  | 11 août 1999         |                                                               | Rochester Rhinos   | 3 |                                                               |                                                               |  |  | 13 septembre 1999, Crew Stadium, Columbus | 13 septembre 1999, Crew Stadium, Columbus |
|  |                      | Columbus Crew                                                 | 2                  |   |                                                               |                                                               |  |  | 13 septembre 1999, Crew Stadium, Columbus | 13 septembre 1999, Crew Stadium, Columbus |
|  | Los Angeles Galaxy   | Columbus Crew                                                 | 2                  | 1 |                                                               |                                                               |  |  | 13 septembre 1999, Crew Stadium, Columbus | 13 septembre 1999, Crew Stadium, Columbus |
|  | Los Angeles Galaxy   |                                                               |                    | 1 |                                                               |                                                               |  |  | 13 septembre 1999, Crew Stadium, Columbus | 13 septembre 1999, Crew Stadium, Columbus |
|  | Columbus Crew        | 3                                                             |                    |   |                                                               |                                                               |  |  | 13 septembre 1999, Crew Stadium, Columbus | 13 septembre 1999, Crew Stadium, Columbus |
|  | Columbus Crew        | 3                                                             | Colorado Rapids    | 0 |                                                               |                                                               |  |  |                                           |                                           |
|  | 18 août 1999         |                                                               | Colorado Rapids    | 0 |                                                               |                                                               |  |  |                                           |                                           |
|  |                      | Rochester Rhinos                                              | 2                  |   |                                                               |                                                               |  |  |                                           |                                           |
|  | Charleston Battery   | Rochester Rhinos                                              | 2                  | 2 |                                                               |                                                               |  |  |                                           |                                           |
|  | Charleston Battery   | 1er septembre 1999, Virginia Beach Sportsplex, Virginia Beach |                    | 2 |                                                               |                                                               |  |  |                                           |                                           |
|  | Staten Island Vipers | 1                                                             |                    |   |                                                               |                                                               |  |  |                                           |                                           |
|  | Staten Island Vipers | 1                                                             | Charleston Battery | 0 |                                                               |                                                               |  |  |                                           |                                           |
|  | 13 août 1999         |                                                               | Charleston Battery | 0 |                                                               |                                                               |  |  |                                           |                                           |
|  |                      | Colorado Rapids                                               | 3                  |   |                                                               |                                                               |  |  |                                           |                                           |
|  | Tampa Bay Mutiny     | Colorado Rapids                                               | 3                  | 0 |                                                               |                                                               |  |  |                                           |                                           |
|  | Tampa Bay Mutiny     |                                                               |                    | 0 |                                                               |                                                               |  |  |                                           |                                           |
|  | Colorado Rapids      | 1                                                             |                    |   |                                                               |                                                               |  |  |                                           |                                           |
|  | Colorado Rapids      | 1                                                             |                    |   |                                                               |                                                               |  |  |                                           |                                           |

### Nombre d'équipes par division et par tour
| Divisions / Manches              | Premier tour  | Deuxième tour | Troisième tour | Quarts de finale | Demi- finales | Finale |
| -------------------------------- | ------------- | ------------- | -------------- | ---------------- | ------------- | ------ |
| MLS (D1) 8 équipes               | non présentes | non présentes | 8              | 5                | 2             | 1      |
| A-League (D2) 8 équipes          | non présentes | 8             | 6              | 3                | 2             | 1      |
| USL D3 Pro League (D3) 8 équipes | 8             | 3             | 1              | Aucune           | Aucune        | Aucune |
| PDL (D4) 4 équipes               | 4             | 4             | 1              | Aucune           | Aucune        | Aucune |
| USASA (D5 à D9) 4 équipes        | 4             | 1             | Aucune         | Aucune           | Aucune        | Aucune |
| Total                            | 16            | 16            | 16             | 8                | 4             | 2      |